# Поющие фонтаны (Сочи)
Пою́щий фонта́н (Светомузыка́льный фонта́н) — фонтан, одна из главных достопримечательностей города Сочи, Краснодарский край, Россия.

## Расположение
Расположен на знаменитой Платановой аллее — самой главной и известной части центральной улицы Сочи — Курортного проспекта. От фонтана берёт начало не менее известная Торговая галерея.

## Описание
Уличное декоративное гидротехническое сооружение представляет собой наполняемый водой бассейн со множеством водотоков, выводящих воду под напором. Оборудовано фонтанной и световой аппаратурой, позволяющей струям воды «петь и танцевать» под звучащую музыку. Фонтан работает только летом в вечернее время, когда лучше всего воспринимаются цветовые и визуальные эффекты. В дневное время весной, летом и осенью работает водный каскад с расположенного рядом бара.

## История
Фонтан был построен при строительстве и обустройстве Торговой галереи в 1970 году. В постсоветское время рядом с фонтаном был построен ультрасовременный бар «Нео», составивший с фонтаном единую структуру (теперь вместо бара ресторан «Рис»).
В 2009 г. фонтан был поставлен на ремонтные работы. Работы проводила компания ООО «СПЕЦАКВАСТРОЙ» г. Сочи. Были заменены насосы фонтана, сделаны система фильтрации и новая отделка мозаикой. Фонтан получил вторую жизнь.